# Аллах-Кадж
Аллах-Кадж (перс. اله كاج) — село в Ірані, у дегестані Дашт-е Сар, у бахші Дабудашт, шагрестані Амоль остану Мазендеран. За даними перепису 2006 року, його населення становило 96 осіб, що проживали у складі 25 сімей.